# Driewitz-Milkeler Heiden

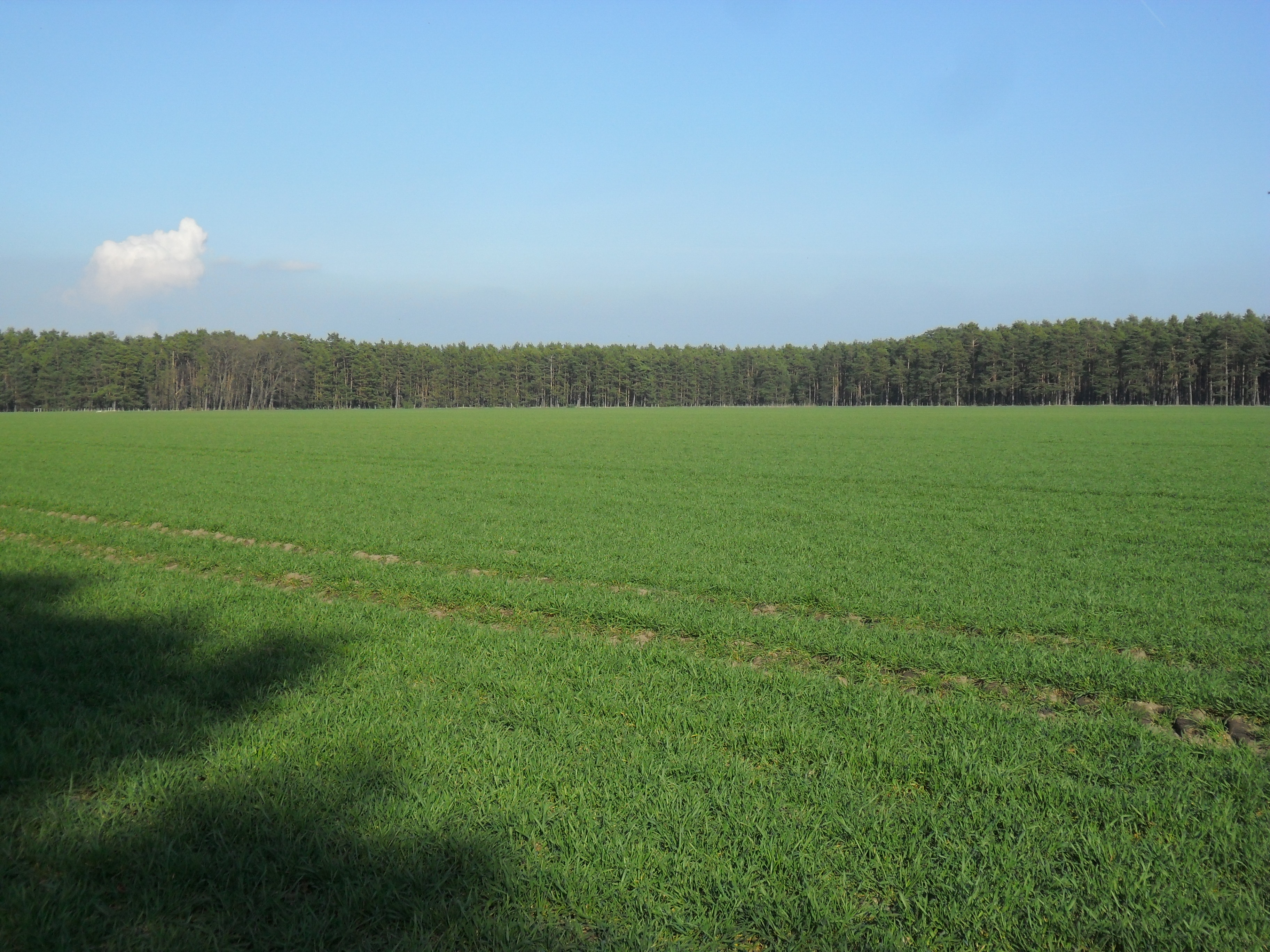
Driewitz-Milkeler Heiden bei Hermsdorf an der Spree

Die Driewitz-Milkeler Heiden sind mit etwa 20 km² eines der größten unbesiedelten Waldgebiete der Oberlausitz und beginnen nördlich des Ortes Lippitsch im Landkreis Bautzen.

## Geographie
Das Waldgebiet befindet sich in der geographischen Mitte des Siedlungsgebietes der Sorben und im Zentrum der Oberlausitz. Es ist Teil des Biosphärenreservats Oberlausitzer Heide- und Teichlandschaft. Innerhalb gibt es keine Siedlungen und asphaltierten Straßen. Die Grenzen des Waldgebietes bilden die Orte Lippitsch, Hermsdorf/Spree, Steinitz, Litschen, Driewitz, Uhyst, Rauden und Wessel. Der Ort Milkel grenzt nicht direkt an die Heide.

## Wald

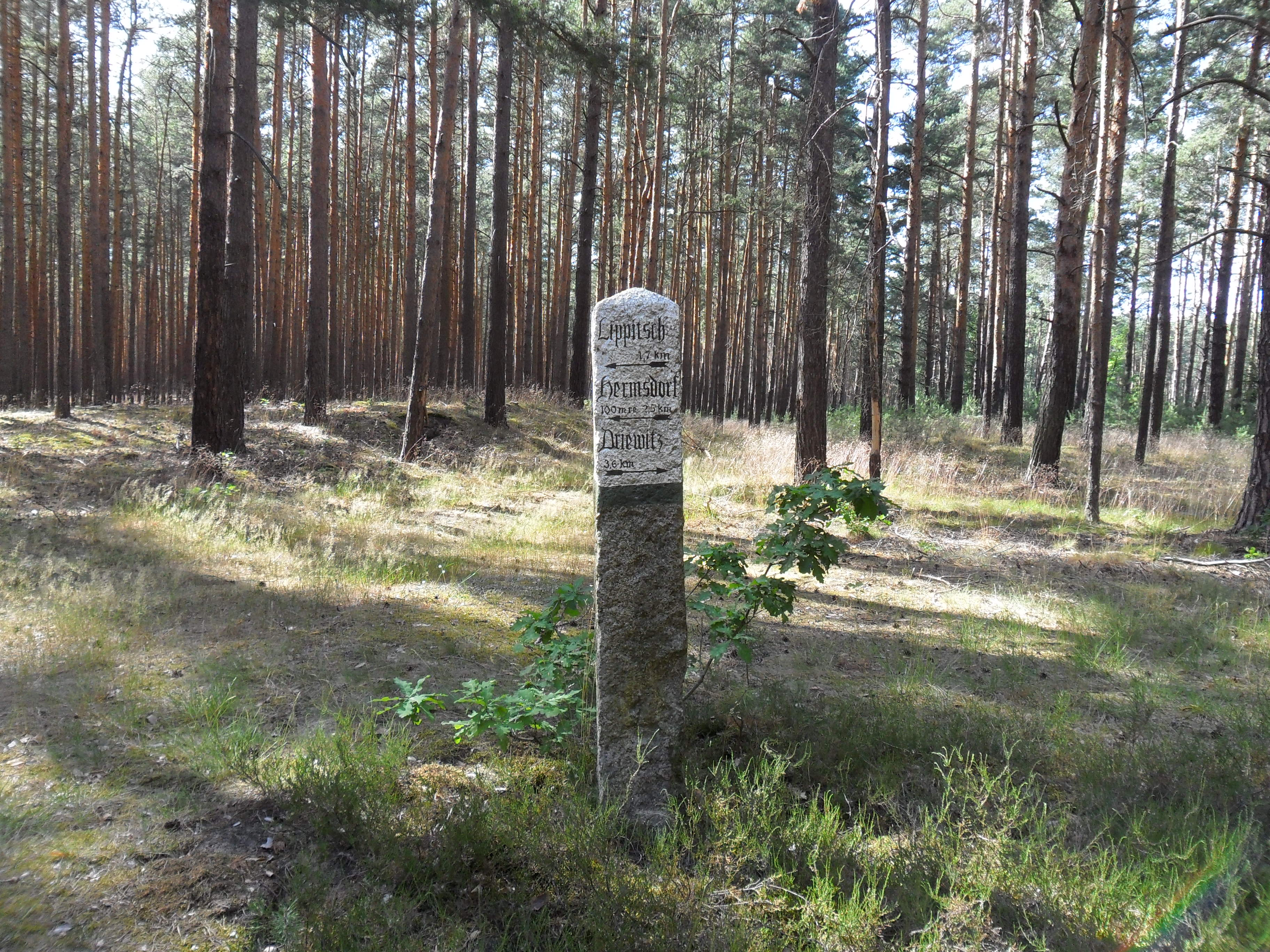
Alter Wegweiser aus Granit mitten im Kiefernwald

Das Waldgebiet besteht fast nur aus Fichten- und Kiefernwäldern. Die Wälder wurden fast alle künstlich angelegt und werden noch zum großen Teil forstwirtschaftlich genutzt. Es gibt nur noch sehr kleine Restbestände eines Mischwaldes, wie er ursprünglich existiert hat.

## Geologie
Der Boden ist sehr sandhaltig und für die Landwirtschaft unbrauchbar. In der Erde finden sich zahlreiche Findlinge, die die letzte Eiszeit aus Skandinavien mitgebracht hat. Des Weiteren gibt es Eisensteine und in tieferen Erdschichten Ton, allerdings in geringen Mengen. Nördlich der Heide wurde bis in die 1990er Jahre Braunkohle im Tagebau abgebaut. Auch in der Driewitz-Milkeler Heide findet sie sich stellenweise.

## Wirtschaft

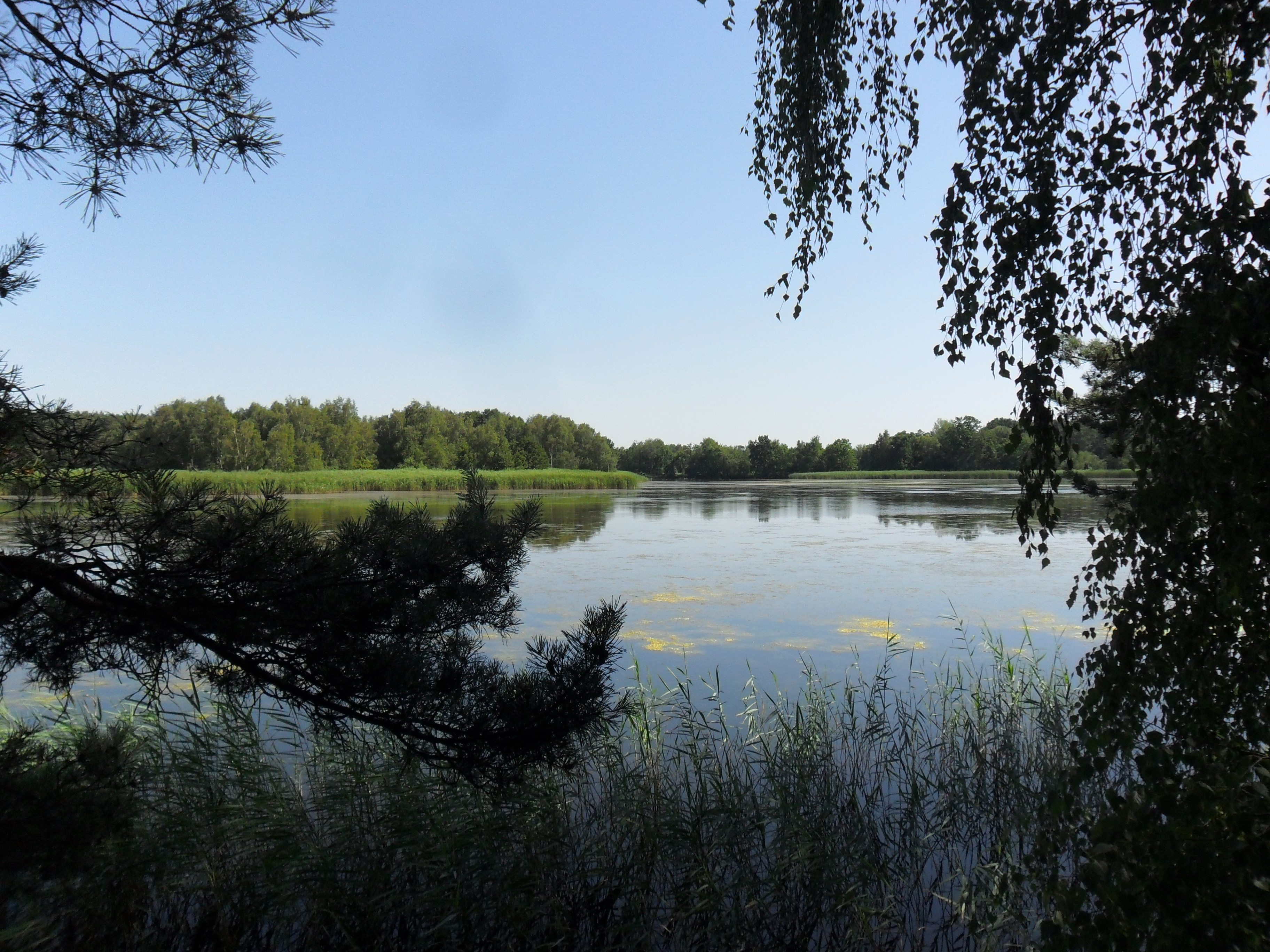
Großer Wochus-Teich nördlich von Lippitsch

Im Wald gibt es zahlreiche Teiche, die zur Fischzucht genutzt werden. Innerhalb des Waldes finden sich kleine Wiesen, die früher genutzt wurden, heute aber nur noch zum Kulturerhalt dienen. Innerhalb des Waldes existierte für kurze Zeit die kleine Siedlung Neudriewitz, die aber aus wirtschaftlichen Gründen aufgeben wurde. Die Forstwirtschaft spielt nach wie vor noch eine große Rolle, aber sie beschäftigt, wie der entstehende Tourismus, nur wenige Menschen.

## Waldbrandgefahr
Da die Sandböden keine Feuchtigkeit speichern, steigt schon nach kurzer Trockenzeit die Waldbrandgefahr. Der letzte größere Brand fand 1992 in der Nähe des Ortes Lippitsch statt. Die Feuerwehren wurden speziell für diese Zwecke ausgerüstet.

## Quelle
- Biosphärenreservat „Oberlausitzer Heide- und Teichlandschaft“ (PDF-Datei; 144 kB)

Koordinaten: 51° 20′ 25″ N, 14° 26′ 50″ O